# (17101) Sakenova
(17101) Sakenova (1999 JZ38) – planetoida z pasa głównego asteroid okrążająca Słońce w ciągu 3,42 lat w średniej odległości 2,27 j.a. Odkryta 10 maja 1999 roku.